# Маурисио Макри
Маурисио Макри (шп. Mauricio Macri; Тандил, 8. фебруар 1959) аргентински је политичар, бизнисмен и грађевински инжењер. За председника Аргентине изабран је 22. новембра 2015. године.

## Биографија
Маурисио Макри је рођен у Тандилу, у провинцији Буенос Ајрес. Студирао је на Католичком универзитету у Аргентини, где је дипломирао грађевинарство. Своје професионално искуство је стекао у грађевинској фирми која припада компанији његовог оца, где је радио 3 године као млађи а касније постаје виши аналитичар. Године 1984. радио је у кредитном одељењу Ситибанк Аргентине у Буенос Ајресу, а 1985. године постаје генерални директор. Официри аргентинске Федералне полиције су га 1991. године отели на 12 дана, а ослобођен је након што је његова породица наводно платила неколико милиона долара откупа. Касније је рекао да га је тешко искуство довело до тога да се одлучи да уђе у политику. Био је председник једног од најпопуларнијих фудбалских клубова у Аргентини, Бока јуниорс. Први пут је изабран 1995. године, а реизабран 1999. године и 2003. године. Обележио је један од најуспешнијих периода у клубу, освојивши неколико међународних такмичења. Свој политички деби Макри је имао 2003. године када је основао странку "Посвећеност променама". Градоначелник Буенос Ајреса је постао 2007. године.